# Ri Hyong-mu
Ri Hyong-mu ((리형무?, 李亨武?); 4 novembre 1991) è un calciatore nordcoreano, difensore del Sobaeksu.

## Carriera

### Club
Nel 2017 ha giocato 3 partite in Coppa dell'AFC.

### Nazionale
Ha partecipato ai Mondiali Under-20 del 2011.